# Thermalsee

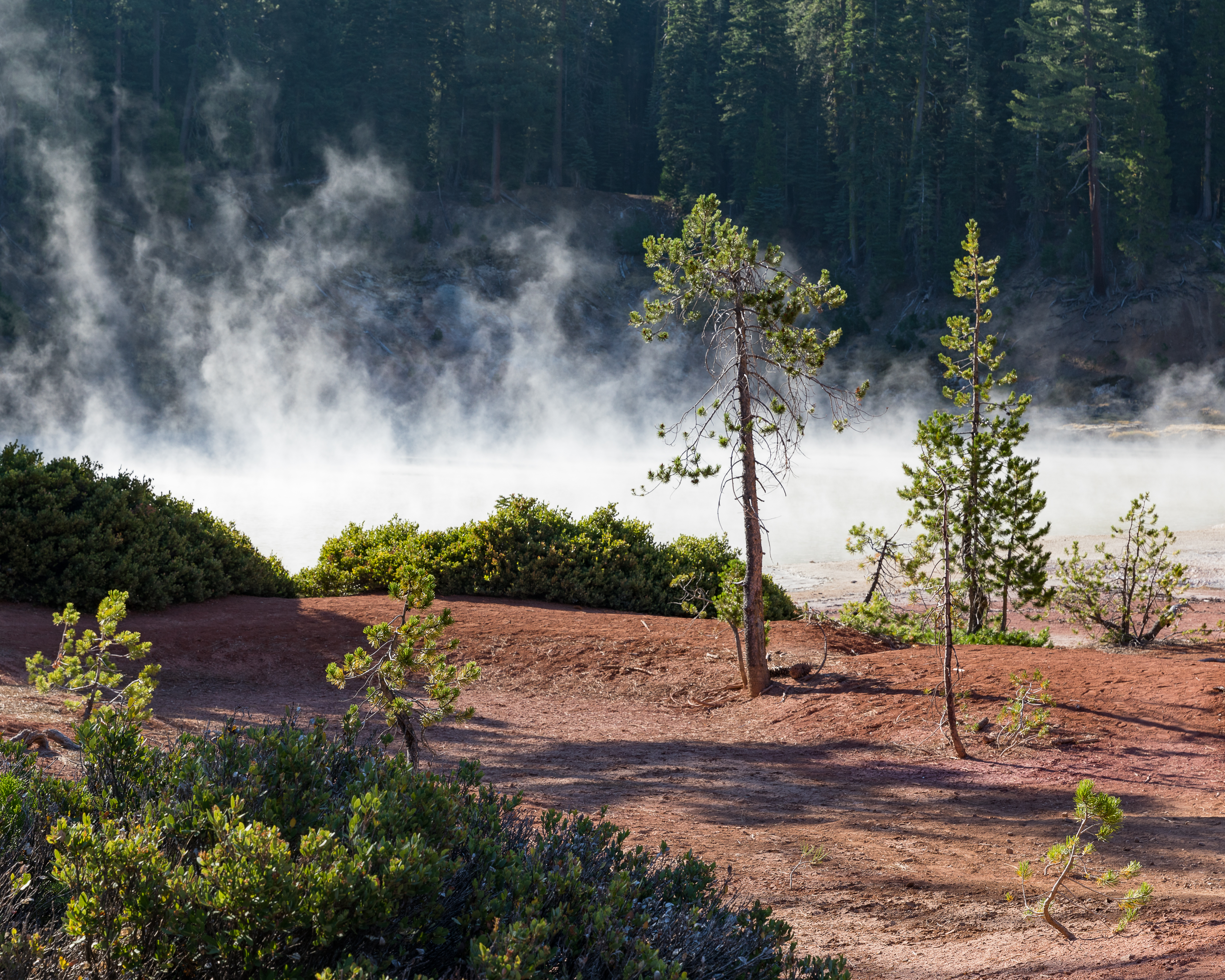
Boiling Springs Lake, ein Thermalsee im Lassen-Volcanic-Nationalpark in Nordkalifornien

Ein Thermalsee ist ein See, der durch eine oder mehrere Thermalquellen mit Wasser und Wärme versorgt wird.

## Beschaffenheit
Pro 100 Meter Tiefe unter der Erde steigt die Temperatur um 3 K. An der Wassertemperatur an der Oberfläche lässt sich ausrechnen, aus welcher Tiefe das Wasser, das auf seinem Weg nach oben verschiedene Gesteine und Mineralien durchquert, stammt.
Thermalquellen enthalten meist gelöste Salze und die Seen haben ähnliche chemische Strukturen, unterscheiden sich nur in der Menge der einzelnen Komponenten, der Temperatur und der Quantität von CO2.

## Thermalseen (Auswahl)
- Der größte natürliche Thermalsee Europas mit einer Fläche von rund 4,4 ha befindet sich in der ungarischen Stadt Hévíz. Dieser wird durch eine Thermalquelle in 38 m Tiefe gespeist.[1]
- Thermalsee von Lazise in Italien mit einer Fläche von etwa 5.000 m².
- See in einem Teil von Campiglia Marittima mit 36 °C.
- Durch eine Schlammlawine bildet sich ein Thermalsee am Geysirfeld von Dolina Geiserow in Russland[2].
- Boiling Springs Lake (BSL), ein Thermalsee im Lassen-Volcanic-Nationalpark in Nordkalifornien mit einer Fläche von etwa 13.000 m². Der See ist die größte Thermalquelle Nordamerikas. Seine Temperatur liegt durch vulkanische Aktivität bei mindestens 52 °C, bei einem pH-Wert von 2,2 (sauer, etwa wie Zitronensaft). Der See ist Gegenstand vielfältiger mikrobiologischer Untersuchungen.[3][4][5]